# Saint-Pol-Roux
Paul-Pierre Roux (także: Paul Roux, ps. Saint-Pol-Roux, zw. także Saint-Pol-le-Magnifique; ur. 15 stycznia 1861 w Marsylii, Francja; zm. 18 października 1940 w Breście, Francja) – francuski pisarz i poeta; przedstawiciel symbolizmu, uważany za jednego z prekursorów nadrealizmu. Mistrz i wynalazca nowych form obrazowania poetyckiego. Także dramatopisarz i twórca operowy (pisał m.in. libretta).
Urodzony na południu Francji, w Marsylii, w rodzinie należącej do klasy średniej (ojciec był przemysłowcem). Młodość spędził w Paryżu. Po początkowych niepowodzeniach, niezrozumiany i poddany ostracyzmowi przeniósł się na prowincję, do Bretanii, gdzie mieszkał do śmierci.
Saint-Pol-Rouxa uważa się za archetyp "zapomnianego poety". Początkowo użył on tego tytułu w swojej dedykacji do zbioru wierszy André Bretona pt. Światło ziemi (fr. Clair de terre), pisząc: tym, którzy znajdują ogromną przyjemność z bycia zapomnianymi.

## Ważniejsze prace
- Le bouc émissaire (1886)

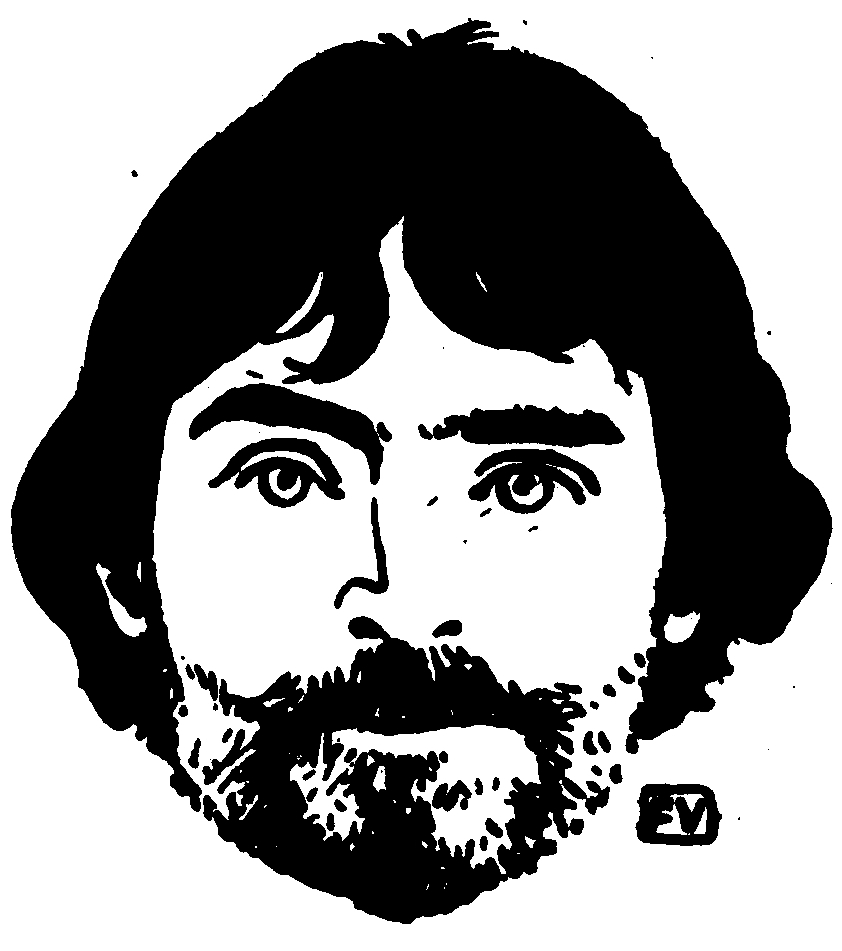
Saint-Pol-Roux (ok. 1898) - portret autorstwa Félixa Vallottona.

- Les reposoirs de la procession (cz. 1-3, 1893-1907) - zbiory wierszy
- La dame à la faulx (1899) - dramat poetycki
- La rose et les épines du chemin (1901)
- De la colombe au corbeau par le paon (1904)
- Les féeries intérieures (1907)